# Rivière Borgia
Pour les articles homonymes, voir Borgia.
La Rivière Borgia est un affluent de la rivière Bostonnais, coulant généralement vers le sud-ouest et le sud, en traversant les cantons de Biart et de Borgia, entièrement dans le ZEC Borgia, dans le territoire de Agglomération de La Tuque, en Mauricie, au Québec, au Canada.
L’activité économique du bassin versant de la rivière Borgia est la foresterie, puis les activités récréotouristiques. La surface de la rivière est généralement gelée de la mi-décembre à la mi-mars. La route 155 reliant la ville de La Tuque à Chambord longe généralement le côté sud-est du cours de cette rivière.

## Géographie
À partir de l’embouchure du lac Hésitant, la rivière Borgia coule sur 22 km, selon les segments suivants :
- 2,8 km vers le sud, traversant le lac de l'île jusqu' la décharge du lac de la Carpe ;
- 1,2 km vers l'ouest, en formant du crochet vers le nord-est, jusqu’à la décharge (venant de l'ouest) d’un ensemble de lacs ;
- 5,0 km vers le sud-ouest, jusqu’à la rive nord-est du lac Borgia ;
- 4,7 km vers le sud-ouest en traversant le lac Borgia (altitude : 356 m) sur sa pleine longueur et en traversant la limite entre les cantons de Biart et de Borgia, jusqu’à l’embouchure du lac ;
- 3,6 km vers le sud-ouest dans le canton de Borgia, en recueillant les eaux de la décharge du lac du Bonnet, et en traversant deux lacs dont le lac du Chien (altitude : 356 m), jusqu’au barrage à l’embouchure de ce dernier ;
- 5,1 km vers le sud, en dénivelant de 39 m, jusqu'à la confluence de la rivière[2].

La rivière Borgia se déverse dans une courbe de rivière sur la rive nord de la rivière Bostonnais, à 47,8 km au nord-est du centre-ville de La Tuque et à  79,4 km au sud-est du centre de Chambord.
D’une longueur de 96 km, la rivière Bostonnais coule généralement vers le sud-ouest. Elle prend sa source de principaux plans d'eau, situés plus en altitude dans les montagnes au cœur de la Zec Kiskissink. En haute-Borgia, à partir du petit lac du Chalet, l'eau se déverse d'un lac à l'autre jusqu'à l'embouchure du Grand lac Borgia. La rivière Bostonnais se déverse sur la rive gauche de la rivière Saint-Maurice, du côté nord de la ville de La Tuque.

## Toponymie
Le toponyme rivière Borgia est relié au toponyme du lac, du grand lac, du canton et de la zec Borgia. Le patronyme Borgia évoque la mémoire de Joseph Le Vasseur Borgia (1773-1839), député au parlement du Bas-Canada.
Le toponyme rivière Borgia a été officialisé le 5 décembre 1968 à la Commission de toponymie du Québec.